# البطاطس في مصر
البطاطس محصول اقتصادي هام في مصر. تعتبر البطاطس أحد المحاصيل الغذائية الرئيسية بالعالم حيث تحتل المركز الرابع بعد القمح الذرة والأرز. كما تعتبر البطاطس الغذاء الرئيسى في كثير من المناطق وقد يرجع ذلك إلى وفرة غلتها ولرخص إنتاجها ولتعدد الظروف الجوية والأرضية التي تنمو فيها.

## الاستهلاك المحلي
يستهلك الفرد في مصر متوسط 33 كيلوجرام من البطاطس سنوياً. وتعتبر البطاطس الغذاء الأساسى بأوروبا فيستهلك الفرد في العام من البطاطس 250 كجم ببولندا، 145 كجم بأيرلندا، 220 كجم بألمانيا الشرقية، 88 كجم ببريطانيا، 47 كجم بالولايات المتحدة.

## مناطق الزراعة في مصر
تنتشر زراعة البطاطس في مصر على نطاق واسع إذ يزرع منها سنويا حوالى 325 ألف فدان موزعة على ثلاث عروات (صيفية – خريفية – شتوية) للإستهلاك المحلى والتصدير بمتوسط إنتاجية قدره 8.5 طن/فدان.
تنتشر زراعة البطاطس في محافظات البحيرة والمنوفية ومنطقة النوبارية والدقهلية والغربية والقليوبية في الوجة البحرى وفي محافظة الجيزة والمنيا في مصر الوسطى ويندر زراعة البطاطس في مصر العليا إلا أنه يزرع منها في مساحات متفرقة.

## الصادرات
تختلف صادرات مصر من محصول البطاطس من موسم لآخر. في عام 2010 تمكنت الشركات المصرية من تصدير 289 ألف طن بينما إرتفعت الكميات المصدرة إلى 461 ألف طن خلال عام 2011. الوجهات الرئيسية للتصدير في عام 2011 هي روسيا ودول الاتحاد الأوروبي ودول منطقة الخليج.

## الأصناف
- يمكن تقسيم أصناف البطاطس المنزرع في مصر حالياً إلى أربع مجموعات:

### مجموعة الأصناف مبكرة النضج
- يارلا:
- يحتاج إلى حوالى 85 : 90 يوماً لنضج الدرنات ويجود في معظم المناطق في كلا من العروتين ومحصوله جيد ودرناته تلائم السوق المحلى
- كلوديا:
- يحتاج إلى 90 : 100 يوم لتمام النضج ويمكن زراعته في العروة النيلية في ميعاد مبكر (أغسطس) في بعض مراكز البحيرة ودرناته تتحمل التخزين بالنوالات.
- موناليزا:
- صنف مبكلا – الدرنات كبيرة بيضاوية طويلة إلى كلوية الشكل – لون الدرنات الخارجي أصفر والداخلى أصفر باهت – ناعمة الملمس – عيونها سطحية – صنف تصديرى.

### أصناف نصف مبكرة
- أسبونتا:
- الدرنات كبيرة وطويلة ومقوسة قليلاً ومدببة إلى حد ما من قمتها ناعمة الملمس لونها الخارجى أصفر باهت والداخلى أصفر فاتح والبراعم سطحية جداً.
- كينج ادوارد:
- ينضج بعد 105 :110 يوم إما إذا زرع لغرض التصدير لأوربا يلزمه حوالى 90 يوم يتحمل التقطيع عند الزراعة والنباتات لا تتحمل درجة الحرارة المرتفعة.
- إياكس:
- يحتاج إلى حوالى 110 يوم يجود في معظم مناطق الإنتاج في الوجه البحرى درناته تصلح للسوق المحلى والتصدير للدول العربية.
- جراتا:
- ينضج بعد 105 : 110 يوم تجود زراعته في الوجه البحرى في العروتين والنباتات لا تتحمل درجة الحرارة المرتفعة – الدرنات تتحمل التقطيع عند الزراعة ويمكن تصديره إلى أسواق ألمانيا الغربية.
- ميركا:
- صنف متوسط التبكير – تجود زراعته في معظم محافظات الوجه البحرى في كلا العروتين.

### أصناف نصف متأخرة النضج
- ديزيريه:
- يلزم حوالى 110 : 115 يوم يجود في جميع مناطق الإنتاج في كل من العروتين وخاصة النيلى يتحمل التخزين في النوالات.
- مارا:
- ينضج بعد حوالى 115 يوم أما إذا زرع للتصدير إلى أسواق \إنجليزية بلزمه حوالى 95 : 100 يوم.
- دايمونت:
- يحتاج إلى 110 : 115 يوم لتمام النضج يتحمل التخزين في النوالات يصلح للسوق المحلى والتصدير للدول العربيةٍ.
- نيكولا:
- الدرنات بيضاوية طويلة – لونها الخارجى والداخلى أصفر – ناعمة الملمس – العيون سطحية.
- بيكاسو:
- الدرنات بيضاوية كبيرة – لونها الخارجى أصفر به بقع حمراء والداخلى أصفر باهت – خشنة الملمس – عيونها سطحية.

### أصناف متأخرة النضج
- 1-ألفا:
- تحتاج إلى حوالى 120 يوم يتحمل التخزين بالنوالات في جميع مناطق الإنتاج المحصول مرتفع مقبول في السوق المحلى والغربى.
- كوزيما:
- يلزمه حوالى 120 يوم يتحمل التقطيع والتخزين في النوالات.
- فان جوخ:
- الدرنات بيضاوية – لونها الخارجى أصفر والداخلى أصفر باهت – خشنة الملمس – عيونها سطحية إلى متوسطة التعمق.

## الاحتياجات البيئية

### الاحتياجات الجوية
- تحتاج نباتات البطاطس لنموها ظروفا جوية خاصة وتعتبر الحرارة والإضاءة أهم العوامل الجوية التي تلعب دورا في توزيع البطاطس بالعالم.

### الحرارة
- تعتبر البطاطس من النباتات التي يناسبها الجو المعتدل فهى لا تتحمل الصقيع ولا تنموجيداً في الجو شديد البرودة أو الحرارة.
- تؤثر درجة الحرارة تأثيرا بالغا على نمو نباتات البطاطس في المراحل المختلفة من حياتها. حيث يلائم البطاطس درجات حرارة مرتفعة نوعاً (15-25 ˚م) في الأطوار الأولى من حياتها لفترة تمتد لنحو ستة أسابيع حتى تظهر النباتات فوق سطح الأرض بسرعة ويزداد عدد الأوراق وسرعة التمثيل الذي قد يصل أقصى حد له 18-20 ˚م.
- ويلائم النبات في الأطوار المتقدمة من حياه النبات درجات الحرارة المنخفضة بين 15-18 ˚م.
- ويلاحظ أن درجة الحرارة أثناء الليل ذات شأن هام في تحديد كمية المحصول إذ تكون النباتات درنات إذا كانت درحة الحرارة أثناء الليل 23 ˚م أو أكثر وتزداد كمية المحصول بانخفاض درجة الحرارة أثناء الليل عن 20 ˚م وتتراوح درجة الحرارة الملائمة أثناء الليل بين 10-40 ˚م.

### الإضاءة:
- عموماً زيادة طول النهار تؤدى إلى زيادة قوة النمو الخضرى وعدد الأوراق ووزن الأوراق والسوق كما يؤخر وضع الدرنات ويزيد عددها وزيادة طول فترة حياة النبات.
- ويحتاج نبات البطاطس في بداية حياته إلى نهار طويل نسبياً ونهار قصير نسبياً في النصف الثانى من حياته أثناء تكوين الدرنات. حيث تعمل الفترة الضوئية القصيرة على تحفيز وضع الدرنات وتساعد الحرارة المنخفضة على زيادة حجم الدرنات وكمية المحصول.
- يؤدى ارتفاع شدة الإضاءة إلى زيادة كمية المادة الجافة التي تصنعها النباتات لزيادة سرعة التمثيل الضوئى وبالتالى زيادة كمية المحصول.
- ويمكن تحديد مواعيد الزراعة المناسبة لنبات البطاطس في المناطق لمختلفة بمصر على ضوء الاحتياجات الحرارية ودرجة الحرارة أثناء الليل الملائمة لإنتاج الدرنات.

### الاحتياجات الأرضية
- يلائم البطاطس الأراضى الصفراء الخفيفة أو الثقيلة الخصبة المعدنية بشرط توافر الرطوبة والرى والصرف (أراضى الجزائر). والأراضى الرملية غير ملائمة لإنتاج البطاطس لعدم احتفاظها للماء وانخفاض محتواها في العناصر الغذائية وسهولة فقد العناصر مع ماء الرشح. ويلاحظ ارتفاع نسبة الإصابة بالجرب في الأراضى الرملية الخفيفة عن الثقيلة لصغر أحجام الدرنات الناتجة ورداءة لونها وتشوه شكلها. وتختلف أصناف البطاطس فيما بينها في تحملها للأراضى مختلفة القوام فهناك أصناف تنجح زراعتها في الأراضى الثقيلة بدرجة أكبر من غيرها وهناك أصناف لا تجود زراعتها في الأراضى الخفيفة.
- يفضل إنتاج محصول البطاطس في أرض رقم حموضتها 5.2 للحصول عل محصول جيد من حيث الكمية مع ندرة الإصابة بمرض الجرب ويرجع نقص الإصابة بمرض الجرب بالأراضى الحامضية إلى ارتفاع تركيز المنجنيز الذائب.
- تعتبر نباتات البطاطس من النباتات الضعيفة التحمل للملوحة إذ تتحمل النباتات الملوحة حتى 3.4 ملليموز ويؤدى ارتفاع الملوحة إلى ضعف النمو الخضرى صغر حجم الدرنات.

## الدورة الزراعية
- تزرع نباتات البطاطس بمحافظات البحيرة والمنوفية والدقهلية وغيرها والدورة الزراعية في هذه المناطق هي دورة قطن ثلاثية وأهم المحاصيل التي تدخل في هذه الدورة هي القطن والذرة في أثناء الصيف والبرسيم والقمح والشعير والكتان والفول أثناء الشتاء وتدخل البطاطس في هذه الدورة لزراعتها في العروة الخريفية أو العروة الصيفية.
- ينبغى أن تزرع البطاطس في دورة يتوافر معها المادة العضوية والعناصر الغذائية بالأرض مع توافر الفترة اللازمة لخدمة المحصول بما يتوافر معه مقاومة الحشائش والأمراض.
- ونظراً لاهتمام المزارعين بإضافة الأسمدة العضوية للبطاطس مع غزارة التسميد المعدنى يلاحظ المزارعون جودة نمو الحاصلات عقب محصول البطاطس عن كثير من الحاصلات الأخرى ولا يقوم الزراع مثلاً بتسميد محصول الذرة الشامية اللاحقة للبطاطس.
- وعموماً ينصح بإتباع دورة يتبادل فيها نبات البطاطس مع غيرة من المحاصيل الأخرى التي لا تصاب بالكائنات المسببة بأمراض البطاطس.

### ميعاد الزراعة
- يمكن تحديد ميعاد الزراعة في مصر على ضوء الحرارة والإضاءة السائدة أثناء العام كما يلى حيث تزرع البطاطس في مصر في ثلاث عروات رئيسية حيث تمتد خلالها زراعة البطاطس من أوائل شهر سبتمبر إلى أواخر شهر يناير كما يلى:

#### العروة الخريفية
وتزرع البطاطس في هذه العروة في أغسطس وسبتمبر وأكتوبر في الوجه البحرى ومصر الوسطى وأكتوبر في مصر العليا. وأحسن ميعاد للزراعة في هذه العروة في الوجه البحرى هو منتصف سبتمبر وتعطى محصولها في منتصف ديسمبر حتى منتصف فبراير. وهي العروة الرئيسة لإنتاج البطاطس في مصر. وتؤخذ تقاويها من محصول العروة الصيفية ويستعمل محصولها للإستهلاك المحلى كما يصدر جزء منها إلى الدول العربية والأوروبية.

#### عروة شتوية (محيرة – صيفية مبكرة):
- يتم زراعتها اعتباراً من منتصف أكتوبر حتى منتصف نوفمبر وذلك للتصدير المبكر وتعطى محصولها من أواخر فبراير حتى أواخر مارس. وتعتبر هذه عروة التصدير الرئيسية لكن مساحتها صغيرة نسبياً. تنتشر زراعتها في الدلتا والمناطق الساحلية خاصةً في محافظات القهلية والغربية والبحيرة.

#### العروة الصيفى
- يفضل زراعة البطاطس أثناء هذه العروة في يناير وفبراير وأحسن المواعيد في منتصف يناير وأوائل فبراير. تعطى محصولها من منتصف أبريل حتى أوائل يونيو. يعاب على هذه العروة نقص المحصول وغر حجم الدرنات نتيجة ارتفاع درجة الحرارة والتعرض للإصابة بالأمراض. ويستفاد من محصول هذه العروة في الحصول على تقاوى العروات الأخرى.

## طرق الزراعة
- ينبغى قبل وضع درنات البطاطس بالأرض تحديد العمق الذي توضع علية التقاوى والعدد الأمثل من النباتات والحجم الأربح من التقاوى حتى تصبح طريقة الزراعة سهلة الإجراء.

### عمق الزراعة
- تزرع درنات البطاطس على عمق يتراوح بين 7.5- 12.5 سم من سطح الأرض حيث يجب تغطية الدرنات بطبقة من التراب بسمك نحو 5 سم.
- يختلف عمق الزراعة حسب: نوع الأرض – حجم قطعة التقاوى - درجة الحرارة أثناء الزراعة - طريقة الزراعة.
- تؤدى الزراعة السطحية إلى عدم تغطية الدرنات جيدا وزيادة نسبة الإصابة بفراشة الدرنات وزيادة عدد الدرنات الخضراء وتنقص جودة المحصول علاوة على الإصابة بمرض الرايزوكتونيا نظراً لسرعة ظهور النبت فوق سطح الأرض.
- وتميل الدرنات للتكوين على عمق 6- 8 سم من سطح الأرض سواء كانت زراعة الدرنات سطحية أو عميقة

### العدد الأمثل للنباتات بالحقل
تتعرض النباتات في الزراعة الكثيفة للتنافس مما قد يؤدى لنقص كمية المحصول حيث تقل كمية محصول النبات الواحد بقدر أكبر من أن تتغلب عليه مقدار الزيادة الناتجة من ارتفاع عدد النباتات بوحدة المساحة من الأرض. ومن جهة أخرى تزداد كمية محصول النبات الواحد في الزراعة الخفيفة إلا أن هذه الزيادة لا تكفى لتغطية النقص الناتج من نقص عدد النباتات بوحدة المساحة من وحدة الأرض.
لهذا يلزم وجود عدد معين من النباتات بالحقل لإنتاج المحصول المرتفع ذو الجودة العالية ويختلف هذا العدد باختلاف الظروف البيئية السائدة. ويتراوح عدد نباتات البطاطس بالفدان في مصر من 35-40 ألف نبات.
ويتوقف هذا العدد على كثير من العوامل وأهمها:
- الصنف: يزداد عدد النباتات بالفدان في الأصناف المبكرة ذات المجموع الخضرى الصغير والأصناف التي يتكون لها عدد قليل من السوق على الدرنة عند الزراعة.
- ظروف تخزين التقاوى: تؤثر ظروف تخزين التقاوى على عدد السوق الناتجة من الدرنة وبالتالى على عدد النباتات بالجورة.
- حجم قطعة التقاوى: يقل عدد النباتات بالفدان بازدياد حجم التقاوى.
- ثمن التقاوى: يتحدد عدد النباتات بالفدان على أساس ثمن التقاوى إذ العبرة ليس في ثمن المحصول النهائى بل بالفرق بين ثمن التقاوى من ثمن المحصول النهائى.
- ويمكن تنظيم عدد النباتات بالفدان عن طريق الآتى:

مسافة الزراعة:
- تزرع النباتات في المتوسط على مسافات 20 سم على خطوط 12خط/القصبتين بالعروة النيلى وعلى مسافات 15 سم، وعلى خطوط 10 خطوط في القصبتين بالعروة الصيفية.